# Ironman triatlon
Az Ironman triatlon a hosszútávú triatlon versenyek egyik fajtája, amelyet a World Triathlon Corporation (WTC) szervez. Az Ironman megszakítás nélküli 3,86 km úszásból, 180,25 km kerékpározásból és egy maratonból (42,195 km futásból) áll.
Az Ironman 70.3, más néven "fél Ironman", amelyet a World Triathlon Corporation (WTC) szervez. Az Ironman 70.3 megszakítás nélküli (1.9 km) úszásból, (90 km) kerékpározásból és (21.1 km) futásból áll.
A WTC az Ironman név, és a hozzátartozó kiegészítő versenyek (Ironman 70.3 IronKid, IronGirl, 5i50 stb.) jogtulajdonosa.